# Obila dispar
Obila dispar là một loài bướm đêm trong họ Geometridae.